# ロンドン条約 (1915年)
ロンドン条約（ロンドンじょうやく、英: Treaty of London）は、1915年4月26日にイタリア王国と三国協商の間で結ばれた秘密協定。
ロンドン密約、ロンドン秘密協定とも。

## 概要
イタリアは、普墺戦争の際にオーストリアから回収できなかった、南ティロル地方、トレンティーノ地方、トリエステ、イストリア地方、フィウーメ、ダルマツィア地方などの地域（未回収のイタリア）の奪回を念願としていた。
第一次世界大戦において、当初イタリアは、オーストリアを含む三国同盟に所属していた。
大戦終結後の未回収のイタリアの譲渡を約束され、1915年4月26日にイタリア外相シドニー・ソンニーノがイギリス外相エドワード・グレイとフランス外務秘書長官ジュール・カンボン（外相テオフィル・デルカッセの代理）とこの条約を締結し、連合国側での対独参戦を約束した。